# Salzschaufel

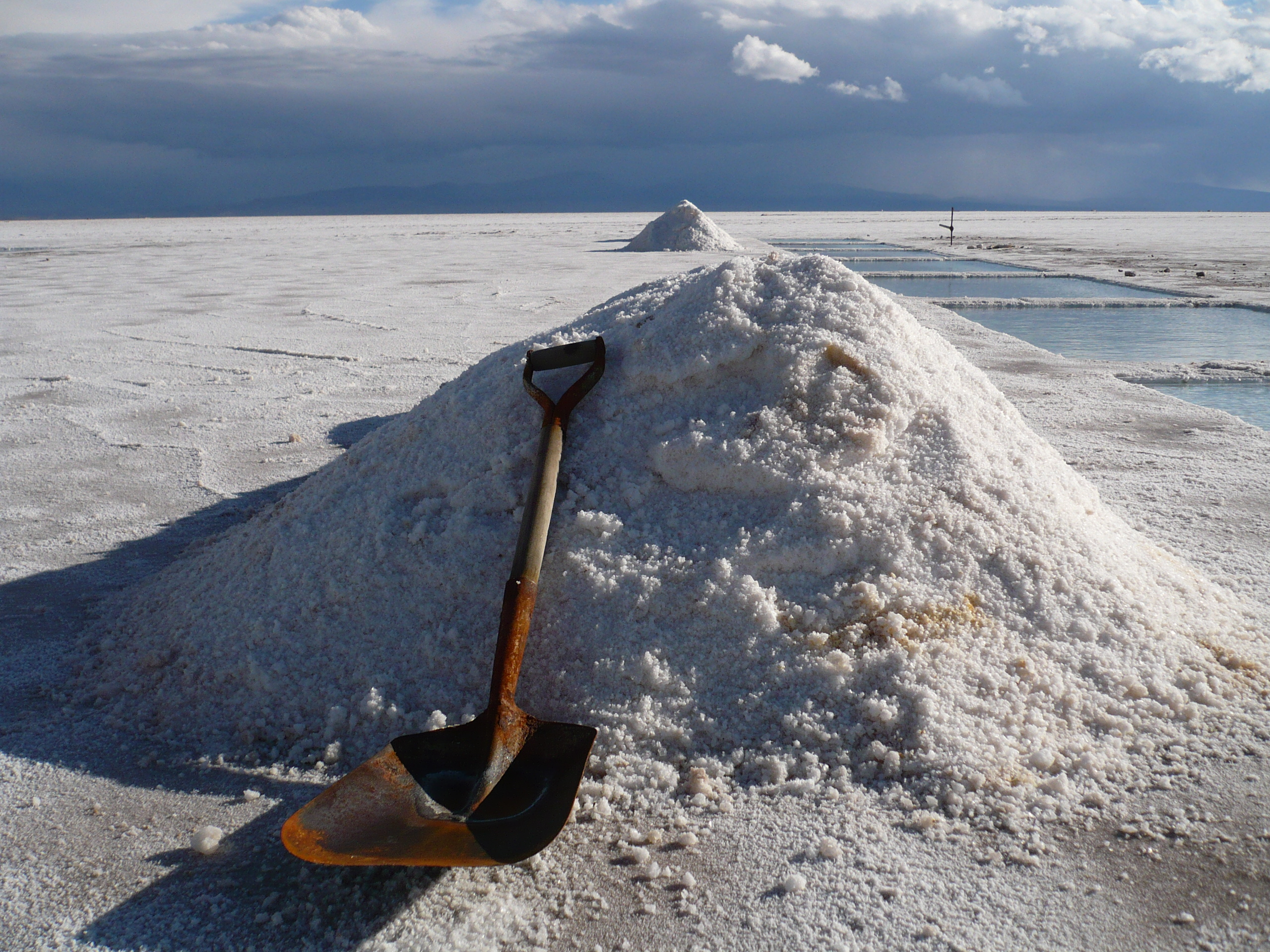
Eine Art Salzschaufel aus Argentinien

Die Salzschaufel war ein Arbeitsgerät in der Salzwirtschaft. In den Salzsiedereien unterschied man in die Aufschlagschaufel, auch mit Auflegschaufel bezeichnet, in die Vollschüttschaufel und Leckschaufel. Die Schaufeln waren aus Eichenholz gefertigt.
- Eine Aufschlagschaufel war eine kurzstielige hölzerne platte Schaufel mit einem Quadratschuh großen Schaufelblatt. Die Abmessungen waren 10 Zoll lang und 7 Zoll breit. Mit diesem Gerät wurde das Salz aus den Siedepfannen entnommen, um es in die Salzkörbe zu füllen. Die Sole verblieb bei dieser Schaufelart in der Pfanne.
- Die Vollschüttschaufel hatte eine Breite von 10 Zoll und eine Länge von 14 Zoll. Salz wurde auch mit der Vollschüttschaufeln herausgenommen und in die Körbe gefüllt.
- Mit der hölzernen Leckschaufel wurde die heruntergetropfte Sole wieder in die Gradierwand geworfen. Wirtschaftliche Betrachtungen über die Leistung mit der Leckschaufel stuften diese als nicht sehr effektiv ein. Mit jedem Wurf wurde etwa 1 ½ Pfund Sole in die Wand befördert. 16 Würfe waren vom Saliner in der Minute möglich, was eine Leistung von 24 Pfund je Minute ergab. Das Grundproblem bestand in der Wurfhöhe. Die Wand wurde nur in der unteren Hälfte angespritzt. Für eine zweiwandige Anlage, 100 Fuß lang, waren etwa 25 Mann erforderlich, jeder ¼ Kubikfuß schaufelnd. In der Weiterentwicklung der Technik wurde diese Schaufel durch Pumpen ersetzt.